# Harald Marg
Harald Marg (n. 26 septembrie 1954, Magdeburg, RDG) este un canoist ce a reprezentat Germania, medaliat olimpic. A participat la o ediție a Jocurilor Olimpice (1980) în care a câștigat o medalie de aur.

## Participări
Lista de mai jos prezintă principalele competiții la care a participat Harald Marg de-a lungul carierei.
- canoeing at the 1980 Summer Olympics – men's K-4 1000 metres[*]